# Gennadi
Gennadi är en ort i Grekland.   Den ligger i prefekturen Nomós Dodekanísou och regionen Sydegeiska öarna, i den sydöstra delen av landet, 400 km sydost om huvudstaden Aten. Gennadi ligger 33 meter över havet och antalet invånare är 655.
Terrängen runt Gennadi är huvudsakligen kuperad, men söderut är den platt. Havet är nära Gennadi åt sydost.  Närmaste större samhälle är Lárdos, 11,4 km nordost om Gennadi. 